# Damuelser Mittagsspitze
Damuelser Mittagsspitze är en bergstopp i Österrike.   Den ligger i distriktet Bregenz och förbundslandet Vorarlberg, i den västra delen av landet, 500 km väster om huvudstaden Wien. Toppen på Damuelser Mittagsspitze är 2 095 meter över havet, eller 609 meter över den omgivande terrängen. Bredden vid basen är 21,4 km. Damuelser Mittagsspitze ingår i Kanisfluh.
Terrängen runt Damuelser Mittagsspitze är kuperad åt nordväst, men åt sydost är den bergig. Runt Damuelser Mittagsspitze är det ganska glesbefolkat, med 47 invånare per kvadratkilometer.. Närmaste större samhälle är Dornbirn, 15,7 km nordväst om Damuelser Mittagsspitze. 
I omgivningarna runt Damuelser Mittagsspitze växer i huvudsak blandskog.